# François Charles de Raimond
François Charles de Raimond, hrabia de Modène (1734-1799) był francuskim dyplomatą.
W latach 1768–1771 sprawował funkcję francuskiego ambasadora w Szwecji. Jego poprzednik Louis Auguste Le Tonnelier de Breteuil, ambasador Francji  w latach 1764-1766 w Sztokholmie nie cieszył się zaufaniem dworu, więc królewicz Gustaw w maju 1768 wpłynął na swego ojca, króla Adolfa Fryderyka, by napisał do Wersalu z prośbą o przysłanie kogoś innego, kto wsparłby odradzający się w Szwecji rojalizm. Breteuila zastąpił więc François Charles de Raimond, hrabia de Modène. De Raimond otrzymał specjalne prerogatywy, które pozwalały mu i wręcz nakazywały promonarchistyczne ingerencje w szwedzkie życie polityczne.
W późniejszych latach Gustaw III i François Charles de Raimond wspólnie zwalczali wpływy rosyjskie, duńskie i brytyjskie w Sztokholmie, starając się wzmocnić władzę monarszą.